# Cvikl
Cvikl je priimek v Sloveniji, ki ga je po podatkih Statističnega urada Republike Slovenije na dan 1. januarja 2010 uporabljalo 378 oseb in je med vsemi priimki po pogostosti uporabe uvrščen na 947. mesto.

## Znani nosilci priimka
- Alojzij Cvikl (*1955), jezuit, mariborski nadškof
- Bruno Cvikl (*1943), fizik, univ. prof.
- Helena Cvikl, gostinska šolnica
- Jerca Legan (-Cvikl) (*1977), novinarka, strok. za strateške komunikacije, antropologinja, publicistka, filantropka
- Matjaž Cvikl (1967–1999), nogometaš
- Milan Martin Cvikl (*1959), ekonomist in politik
- Mirina Zupančič Cvikl (1938–2020), arheologinja, muzealka
- Mojca Cvikl (*1982), pedagoginja; režiserka in koreografinja glasbeno-plesnih predstav
- Nives Cvikl, etnologinja, kustosinja Pokrajinskega muzeja Maribor